# ستژلینو
ستژلینو (به لهستانی:  Strzelino) یک روستا در لهستان است که در گمینا سووپسک واقع شده‌است. ستژلینو ۴۷۸ نفر جمعیت دارد.